# Radiogrammitis taiwanensis
Radiogrammitis taiwanensis är en stensöteväxtart som beskrevs av Barbara S. Parris och Ralf Knapp. Radiogrammitis taiwanensis ingår i släktet Radiogrammitis och familjen Polypodiaceae. Inga underarter finns listade.